# Protestantse kerk (Cuijk)

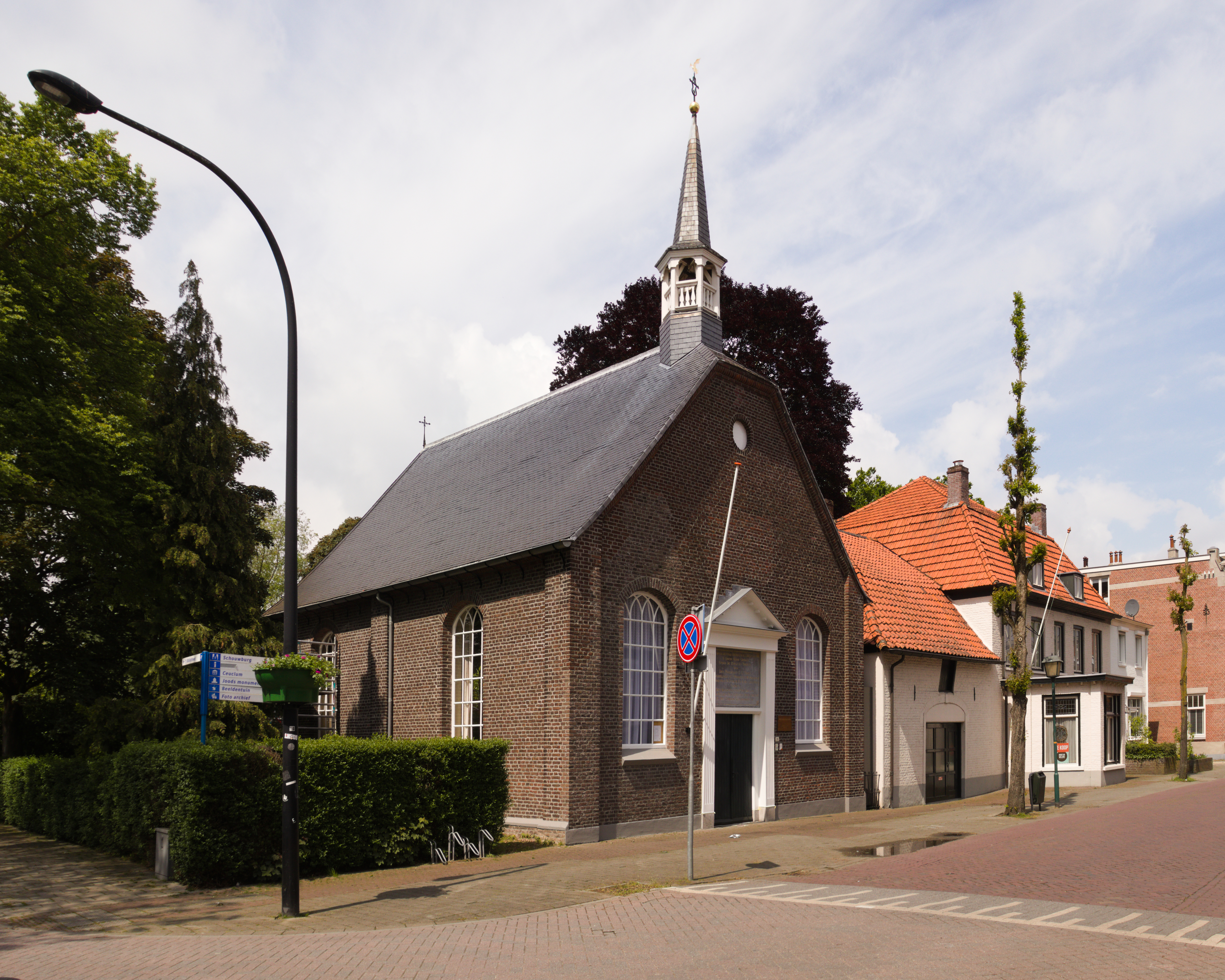
Protestantse kerk

De Protestantse kerk is een protestants kerkgebouw in de tot de Noord-Brabantse gemeente Land van Cuijk behorende plaats Cuijk, gelegen aan de Grotestraat 102.

## Geschiedenis
Het kerkje werd in 1810 in gebruik genomen als hervormde kerk. Het is een Lodewijkskerkje en wel een eenvoudig bakstenen zaalkerkje met classicistische stijlelementen zoals een driehoekig fronton boven de voordeur. Op het dak vindt men een dakruiter met klokje.
Het orgel is van 1829-1830 en werd gebouwd door Bernard Petrus van Hirtum.
De kleine protestantse gemeente van Cuijk fuseerde in 2024 met die van Veghel-Uden, maar het kerkje te Cuijk bleef eveneens in gebruik.